# Моммзен, Вильгельм
Вильгельм Моммзен (нем. Wilhelm Mommsen; 25 января 1892, Берлин, Германская империя — 1 мая 1966, Марбург, ФРГ) — немецкий историк.

## Семья
Вильгельм Моммзен — выходец из семейства Моммзенов. Его дедом был лауреат нобелевской премии по литературе Теодор Моммзен. Отец — Карл Моммзен, второй сын Теодора Моммзена, был банкиром и политиком, депутатом рейхстага в 1903—1912 годах от Союза свободомыслящих, депутатом прусской палаты депутатов в 1912—1918.
Сыновья Вильгельма Моммзена — близнецы Ханс и Вольфганг Моммзены — тоже были видными немецкими историками.

## Биография
Родился в 1892 году в Берлине. В годы Первой мировой войны пошёл в армию добровольцем. В послевоенные годы приветствовал республиканский строй, под влиянием Фридриха Наумана вступил в Немецкую демократическую партию и стал одним из основателей Союза демократических студентов. В 1922 году выступил с очерком «Индивидуум и демократическое государство», в котором отстаивал абсолютный характер государства и рассматривал участие в политике как прямую обязанность каждого гражданина.
В 1923 году получил степень хабилитированного доктора в Геттингенском университете (доцент с того же года), но в условиях, когда в научных кругах Германии преобладали монархические и ревизионистские взгляды, академическая карьера младшего Моммзена была затруднена. Лишь в 1928 году Моммзен занял место экстраординарного профессора (со следующего года — штатного) в Марбургском университете. Темой его исследований было становление германской государственности в XIX веке и роль буржуазии в этом процессе. Продолжая фамильную традицию исторических исследований и традиции немецкой историографии XIX века в целом и отвергая «дегенеративный» историцизм и «эпигонский» чистый позитивизм, он в то же время развивал некоторые идеи своего учителя Фридриха Майнеке.
Кризис Веймарской республики заставил Моммзена усомниться в достоинствах плюралистической политической системы и примкнуть к сторонникам национального внепартийного государства, в котором будут ликвидированы границы между классами и религиозными деноминациями. В 1932 году он вместе с ещё 73 историками (включая Майнеке), поддержал переизбрание Гинденбурга рейхспрезидентом. В 1933 году приветствовал приход к власти национал-социалистов, видя в них силу, способную объединить Германию. В то время как другие ученики Майнеке начали покидать страну, Моммзен выразил желание служить идее «национальной революции».
Поначалу новый режим не был заинтересован в услугах профессора, чьё прошлое было тесно связано с институтами Веймарской республики. Моммзену грозило увольнение из университета. Однако в это время увидела свет его «Политическая история от Бисмарка до наших дней (1850—1933)», где он в явной форме выражал свою поддержку национал-социализма и авторитарного государства, которое позволит преодолеть политический индивидуализм и «буржуазный эгоизм» либеральной эпохи. Нацистское государство он объявлял прямым идейным наследником империи Бисмарка. Книга также содержала нападки на критиков национал-социализма как «еврейских эмигрантов-подстрекателей». В то же время Моммзен расходился в этой работе с нацистской теорией британской «экономической зависти» как основной причины Первой мировой войны и объявлял её главными разжигателями Францию и Россию.
Несмотря на занятую верноподданническую позицию, Моммзен стал объектом неприязни Вальтера Франка, директора Имперского института истории Новой Германии. В 1936 году он был вынужден оставить пост главного редактора исторического журнала Vergangenheit und Gegenwart (с нем. — «Прошлое и настоящее») и выведен из состава международной комиссии по истории печати. Долгое время ему не давали публиковать объёмные научные работы, но благодаря постоянной борьбе между разными ведомствами Третьего рейха ему удалось сохранить кафедру в Марбургском университете. Опасаясь за свою судьбу и судьбу маленьких сыновей, Моммзен в официальной переписке всячески преуменьшал свою поддержку Веймарской демократии. В 1939 году, с началом Второй мировой войны, он присоединился к группе историков, разрабатывавшей курс лекций для офицеров и солдат вермахта, а в 1941 году вступил в НСДАП.
По окончании Второй мировой войны Моммзен был отстранён от преподавания. Его рассматривали либо как убеждённого нациста, которому не место в высшем образовании, либо как беспринципного наёмника, меняющего убеждения по финансовым соображениям. Моммзен, в 1946 году вступивший в СДПГ, долго боролся за свою реабилитацию как учёного, указывая, в частности, на свои расхождения с нацистскими идеологическими кругами и свою борьбу за присвоение докторской степени студенту-еврею в 1934 году. В собственных глазах он был дважды жертвой — сначала нацистского истеблишмента, а потом «прокоммунистически настроенных элементов» в американской оккупационной администрации и собственных коллег по университету. В итоге арбитражная комиссия сняла с него наиболее серьёзные обвинения, но его кафедра к этому времени была уже занята. Важнейшей работой Вильгельма Моммзена, изданной в послевоенные годы, стала монография «Величие и падение немецкой буржуазии» (нем. Ursachen von Größe und Versagen des deutschen Bürgertums).